# Comuna de Gielniów
Gielniów (polaco: Gmina Gielniów) é uma gminy (comuna) na Polónia, na voivodia de Mazóvia e no condado de Przysuski. A sede do condado é a cidade de Gielniów.
De acordo com os censos de 2004, a comuna tem 4873 habitantes, com uma densidade 61,6 hab/km².

## Área
Estende-se por uma área de 79,17 km², incluindo:
- área agricola: 53%
- área florestal: 41%

## Demografia
Dados de 30 de Junho 2004:
|                      | Total   | Total | Mulheres | Mulheres | Homens  | Homens |
| -------------------- | ------- | ----- | -------- | -------- | ------- | ------ |
|                      | pessoas | %     | pessoas  | %        | pessoas | %      |
| População            | 4873    | 100   | 2481     | 50,9     | 2392    | 49,1   |
| Densidade (pop./km²) | 61,6    | 100   | 31,3     | 31,3     | 30,2    | 30,2   |

De acordo com dados de 2002, o rendimento médio per capita ascendia a 1188,31 zł.

## Subdivisões
- Antoniów, Bieliny, Brzezinki, Drynia Stużańska, Gałki, Gielniów, Goździków, Huta, Jastrząb, Kotfin, Mechlin, Marysin, Rozwady, Snarki, Sołtysy, Stoczki, Wywóz, Zielonka, Zygmuntów.

## Comunas vizinhas
- Drzewica, Gowarczów, Opoczno, Przysucha, Rusinów